# Аль-Хамади, Халид
Халид Исса А. Х. Аль-Хамади (араб. خالد عيسى الحمادي‎; род. 27 октября 1987, Доха) — катарский фехтовальщик-рапирист. Участник летних Олимпийских игр 2008 года.

## Биография
Халид Аль-Хамади родился 27 октября 1987 года в катарском городе Доха.
В 2006 году участвовал в летних Азиатских играх в Дохе. В личном турнире рапиристов занял последнее место в группе, проиграв все поединки: Лэй Шэну из Китая — 3:5, Нонтапату Панчану из Таиланда — 2:5, Кевину Нгану из Гонконга — 2:5, Хамеду Саяду Ганбари из Ирана — 4:5, Рустаму Достмухамедову из Узбекистана — 4:5 и Ахмеду Кадхиму из Ирака — 4:5. В командном турнире рапиристов сборная Катара, за которую также выступали Абдулла Эбрахими, Хамад Саад Салем и Амир Шабакехсаз, заняла 9-е место, проиграв в 1/8 финала Кувейту — 29:45.
В 2008 году вошёл в состав сборной Катара на летних Олимпийских играх в Пекине. В личном турнире рапиристов проиграл в 1/16 финала Чхве Бён Чхолю из Южной Кореи — 3:15.
Аль-Хамади стал первым фехтовальщиком из Катара, выступившим на Олимпийских играх.